# Флорінел Коман
Флорінел Коман (рум. Florinel Coman, нар. 10 квітня 1998, Бреїла) — румунський футболіст, нападник клубу «Стяуа» та національної збірної Румунії.

## Клубна кар'єра
Народився 10 квітня 1998 року в місті Бреїла. Розпочав займатись футболом у команді Luceafărul з рідного міста. З 2011 року виступав у футбольній академії імені Георге Хаджі. У 2014 році головний тренер клубу «Вііторул» Георге Хаджі залучив його до основного складу. 18 квітня 2015 року Коман дебютував за першу команду «Вііторула» у матчі чемпіонату Румунії проти «Астри». 14 серпня 2016 року забив свій перший гол у професійній кар'єрі в матчі проти клубу «Тиргу-Муреша».
У лютому 2017 року Коман був визнаний найкращим гравцем місяця в вищій лізі чемпіонату Румунії, забивши голи в матчах проти «Динамо» «Бухарест», «Пандурія» та «Полі Тімішоари». 18 березня відкрив рахунок у матчі проти «Стяуа», в якому «Вііторул» здобув перемогу з рахунком 3:1. 13 травня 2017 року Коман заробив для своєї команди пенальті, з якого «Вііторул» забив єдиний гол в останньому матчі чемпіонату проти «ЧФР Клужа». Після цієї перемоги «Вііторул» вперше у своїй історії став чемпіоном Румунії.
21 серпня 2017 року Коман перейшов в «Стяуа» за 2 млн євро (плюс 500 тисяч євро у формі різних бонусів). «Стяуа» встановив опцію викупу Комана в розмірі €100 млн, а «Вііторул» у разі його продажу отримає 20 % від майбутньої суми трансферу.
22 жовтня 2017 року Коман вперше відзначився у складі «Стяуа», забивши два м'ячі у ворота клубу «Полі Тімішоара». Станом на 15 квітня 2018 року відіграв за бухарестську команду 17 матчів в національному чемпіонаті.

## Виступи за збірні
2014 року дебютував у складі юнацької збірної Румунії, взяв участь у 9 іграх на юнацькому рівні, відзначившись 6 забитими голами.
З 2017 року залучався до складу молодіжної збірної Румунії. На молодіжному рівні зіграв у 5 офіційних матчах, забив 1 гол.

## Досягнення

### Командні досягнення
- Чемпіон Румунії (1):

Віїторул (Констанца): 2016/17
- Володар Кубка Румунії (1):

«ФКСБ»: 2019/20

### Особисті досягнення
- Гравець місяця в чемпіонаті Румунії: лютий 2017[3]